# Pintér József (jezsuita pap)
Pintér József (Sátoraljaújhely, 1717. július 11. – Sósrév, 1780) bölcseleti és teológiai doktor, Jézus-társasági áldozópap és tanár.

## Élete
1732. október 18-án lépett a rendbe. Költészetet és ékesszólástant tanított Nagyszombatban, két évig Budán matézist és bölcseletet, Nagyszombatban egyháztörténetet, majd ismét Budán, Győrött és Nagyszombatban teologiát, összesen 15 évig tanított. Ezután Kassán az akadémia kancellárja és Budán a felsőbb iskolai osztályok tanítója volt. A szerzet eltörlése (1773) után Eger mellé, Sósrévre vonult vissza.

## Munkái
- De vera nobilitate, carminum elegiacorum libri II. Tyrnaviae, 1741
- Conspectus equestrium ordinum per Europam omnem florentium. Uo. 1742
- Orationes panegyricae de SS. Ladislao, Ivone, Maurito M. Viennae, 1744-46
- Chronotaxis Henscheniana de annis aetateque. D. N. J. C. nati, baptisati, mortui, iterum adserta, explicata, vindicata e probatissimorum recentiorum autorum sententiis. Tyrnaviae, 1754
- Laudatio funebris exc., ill. ac rev. dni Francisci Xaverii e com. Klobusiczky de Zéttény, metropolit. Colocensis, & Bachiensis ecclesiarum canonice unitarum archi-episcopi ... cum in metropolit. ecclesia triduanis funeris exequiis initium fierit 14. kal. Junias 1760. Budae
- Salutatio panegyrica nomine universitatis Tyrnav. cels. principi Francisco e com. Barkóczi archiep. Strigon. dum Tyrnaviam solenni pompa primum ingrederetur. Tyrnaviae, 1761
- Laudatio funebris cels. ac rev. principis Francisci e com. Barkóczy de Szala, ecclesiae metropolit. Strigoniensis archiepiscopi primatis regni Hungariae ... cum in collegiata S. Martini ecclesia triduanis funeris exequiis justa suprema persoluta sunt Posonii 1765. Tyrnaviae